# Затулення
Затулення (рос. Затуленье) — присілок у Лузькому районі Ленінградської області Російської Федерації.
Населення становить 47 осіб. Належить до муніципального утворення Заклинське сільське поселення.

## Історія
Згідно із законом від 28 вересня 2004 року № 65-оз належить до муніципального утворення Заклинське сільське поселення.

## Населення
| 1838 | 1862 | 1958 | 1997 | 2007 | 2010 |
| ---- | ---- | ---- | ---- | ---- | ---- |
| 124  | ↘116 | ↘113 | ↘51  | ↘29  | ↗47  |